# Franz Michael Florenz von Lilien

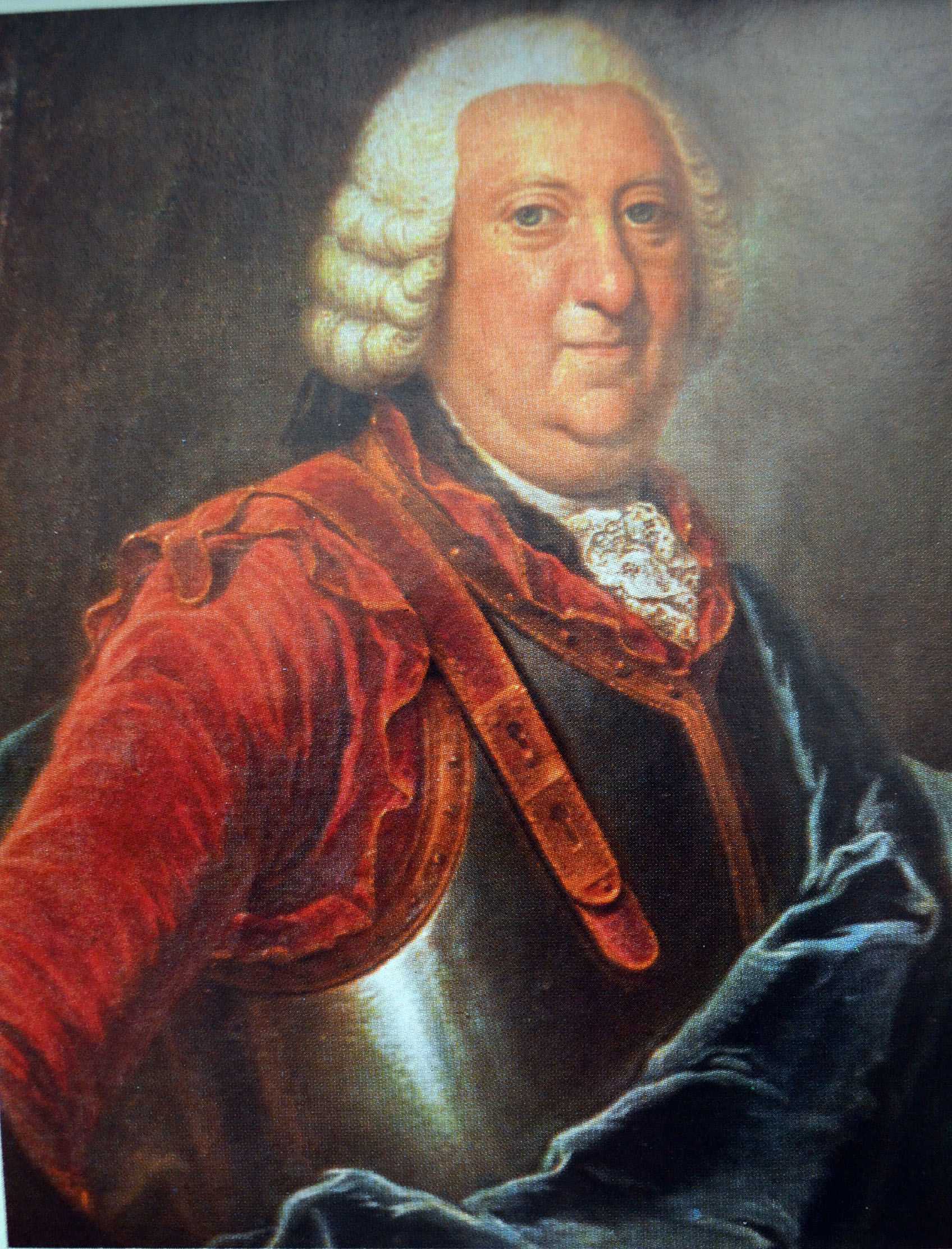
Von Lilien

Stammwappen derer von Lilien

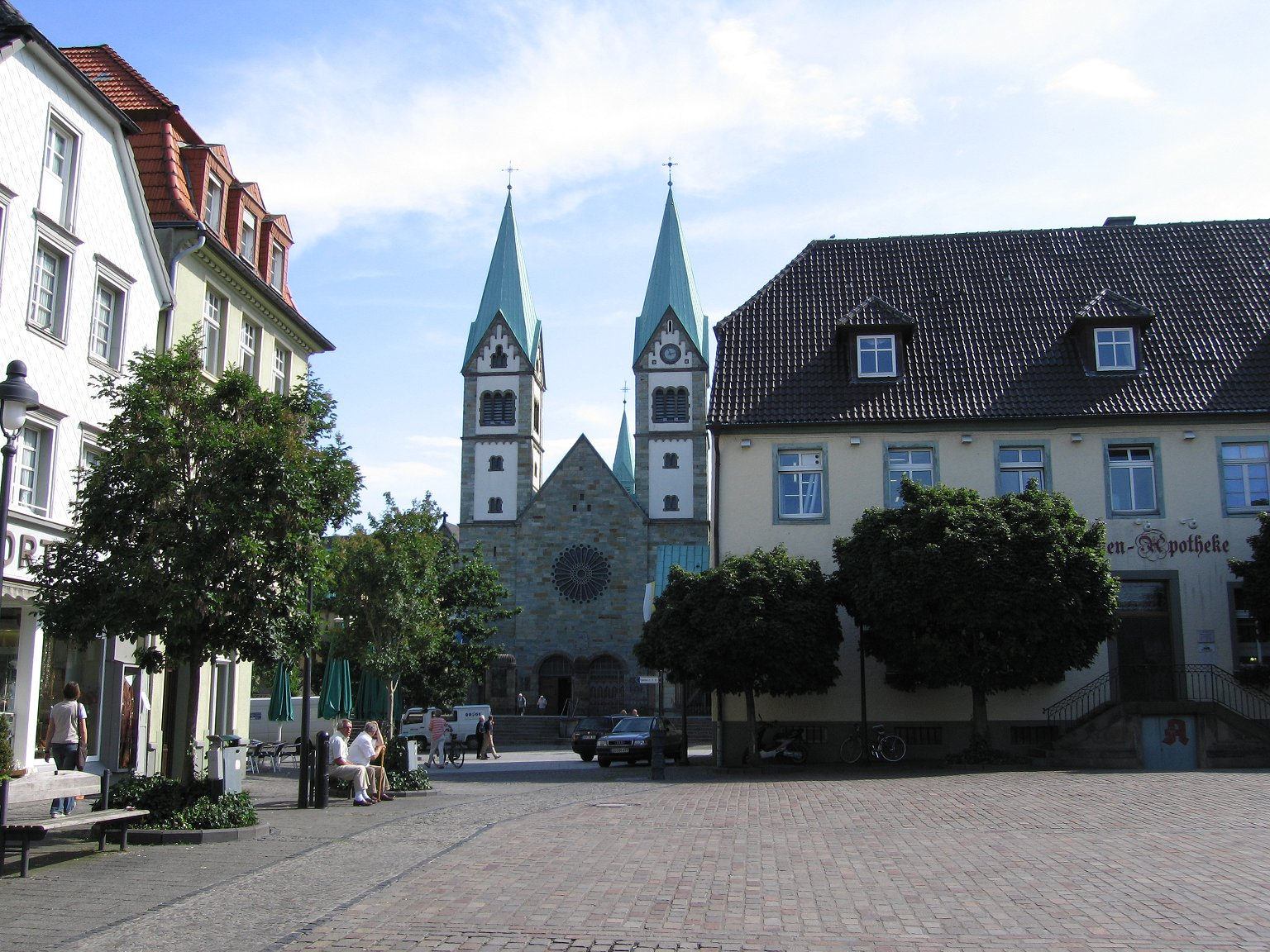
Marktplatz mit Wallfahrtsbasilika von Werl

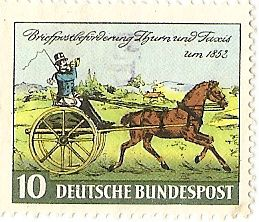
Briefbeförderung mit einem Karriol der Thurn-und-Taxis-Post

Franz Michael Florenz von Lilien (* 30. Juli 1696 in Werl, vermutlich im Turmhaus am Markt; † 31. Juli 1776 in Wien) war ein Thurn-und-Taxis-Hofmarschall und Werler Erbsälzer.

## Leben
Sein Vater war Gerhard Franz von Lilien, dieser erhielt 1708 die Reichsadelsbestätigung. In jungen Jahren trat von Lilien in den Dienst derer von Thurn und Taxis, zunächst als Hofpage. Mit etwa vierzig Jahren war er Berater des Fürsten und nahm dessen Interessen am kaiserlichen Hof in Wien wahr. Die Entwicklung der Kaiserlichen Post des Reiches wurde maßgeblich durch seine Vorschläge beeinflusst; 1755 war er an der Einführung der Postwagen verantwortlich beteiligt. Er gilt als einer der wichtigsten Postmänner des 18. Jahrhunderts. 1747 wurde er für seine Verdienste von Kaiser Franz I. in den erblichen Reichsfreiherrnstand erhoben.
1756 erhielt er eine Prachturkunde mit Belobigung durch den Kaiser und wurde gleichzeitig zum Generalintendanten der Reichs- und der Niederländischen Post ernannt. Fürst Alexander Ferdinand von Thurn und Taxis ernannte den dirigierenden geheimen Rat Franz Michael Florenz Freiherr von Lilien zum Präsidenten aller Thurn und Taxisschen Einrichtungen.

### Erste Ehe
Von Lilien war dreimal verheiratet. Am 8. Oktober 1741 heiratete er in Frankfurt am Main Christine Ludovika Freiin von Schack († 1746). Aus der Ehe gingen drei Söhne und eine Tochter hervor. Am 14. Juli 1742 wurde Alexander Ferdinand geboren, der Nachfolger seines Vaters als Generalintendant der Reichs- und Niederländischen Post wurde. Joseph Karl (* 9. Juli 1743 in Nürnberg) wurde General der Kavallerie, geheimer Rat sowie K. u. K. Kämmerer. Friedrich (* 31. August 1745) erreichte den Rang eines General-Leutnants. Die Tochter, deren Geburtsdatum nicht überliefert ist, hieß Maria Theresia Augusta Ursula (1746–1822) und heiratete den Komitialgesandten Freiherr Marquard Paris von Buchenberg (1701–1769).

### Zweite Ehe
Von Lilien heiratete anschließend Theresia Freiin von Bartenstein († 30. Juli 1754), die Tochter des böhmischen Vizekanzlers Christoph Freiherr von Bartenstein; das Eheschließungsdatum ist nicht überliefert. Zwei Söhne gingen aus dieser Ehe hervor. Am 18. September 1748 wurde Christoph in Wien geboren, der Ober-Postamtsdirektor wurde. Joseph (* 1753) wurde Rittmeister und Gutsbesitzer auf Schloss Hohenbrugg (siehe Hohenbrugg-Weinberg) in der Steiermark.

### Dritte Ehe
Nachdem von Lilien zum zweiten Mal Witwer geworden war, ging er ein Jahr nach dem Tod seiner zweiten Frau eine weitere Ehe ein und heiratete am 15. Juli 1755 Maria Anna Freiin von Plittersdorf. Die Hochzeit fand auf Schloss Trugenhofen (Trugenhofen (Dischingen)) statt. Der jüngste Sohn Polycarp wurde im Jahre 1757 geboren, er wurde Oberpostamts-Direktor in Linz.